# Fortaleza de Chipude
La Fortaleza de Chipude es un accidente geográfico de la isla de La Gomera (Canarias, España) ubicado en la zona de Chipude en el municipio de Vallehermoso. "Fortaleza" es el nombre que reciben determinadas montañas, de paredes rocosas y cima más o menos plana, asemejadas a un baluarte. 

## Geología
La Fortaleza de Chipude es un domo de origen intrusivo, sin derramamiento de materiales, de detraquiandesita, naturaleza ácida y gran viscosidad, siendo además una de las más llamativas de Canarias, claramente visible desde la isla de La Palma. Alcanza una altitud de 1243 m s. n. m., y su diámetro es de 300 metros.

## Protección
En 1987 fue declarado parte del parque natural de los Barrancos de La Rajita, posteriormente, en 1994, reclasificado a  monumento natural, tanto por su gran interés geológico por su origen y morfología, como por albergar una buena representación de hábitats rupícolas, con muchos elementos amenazados y protegidos como la siempreviva (Limonium redivivum) o el cabezón (Cheirolophus satarataënsis).

## Topónimo
Posiblemente equivale a la fortaleza de Argodey citada en las crónicas:

... venido a noticia del rey Amaluige la entrada en su tierra y muerte de su hermano, apellidó la isla y fue en busca de los extranjeros matadores de su hermano, a los cuales acometió y dio batalla, y hizo retraer a una fuerza que dice Argodey, toda cercada de peña muy fuerte, la cual no tiene más de una entrada. (Juan de Abreu Galindo)

Hasta el siglo XIX no se habla de la Fortaleza de Chipude, apareciendo tal topónimo por vez primera en una obra de Juan Bethencourt Alfonso.

## Yacimientos arqueológicos

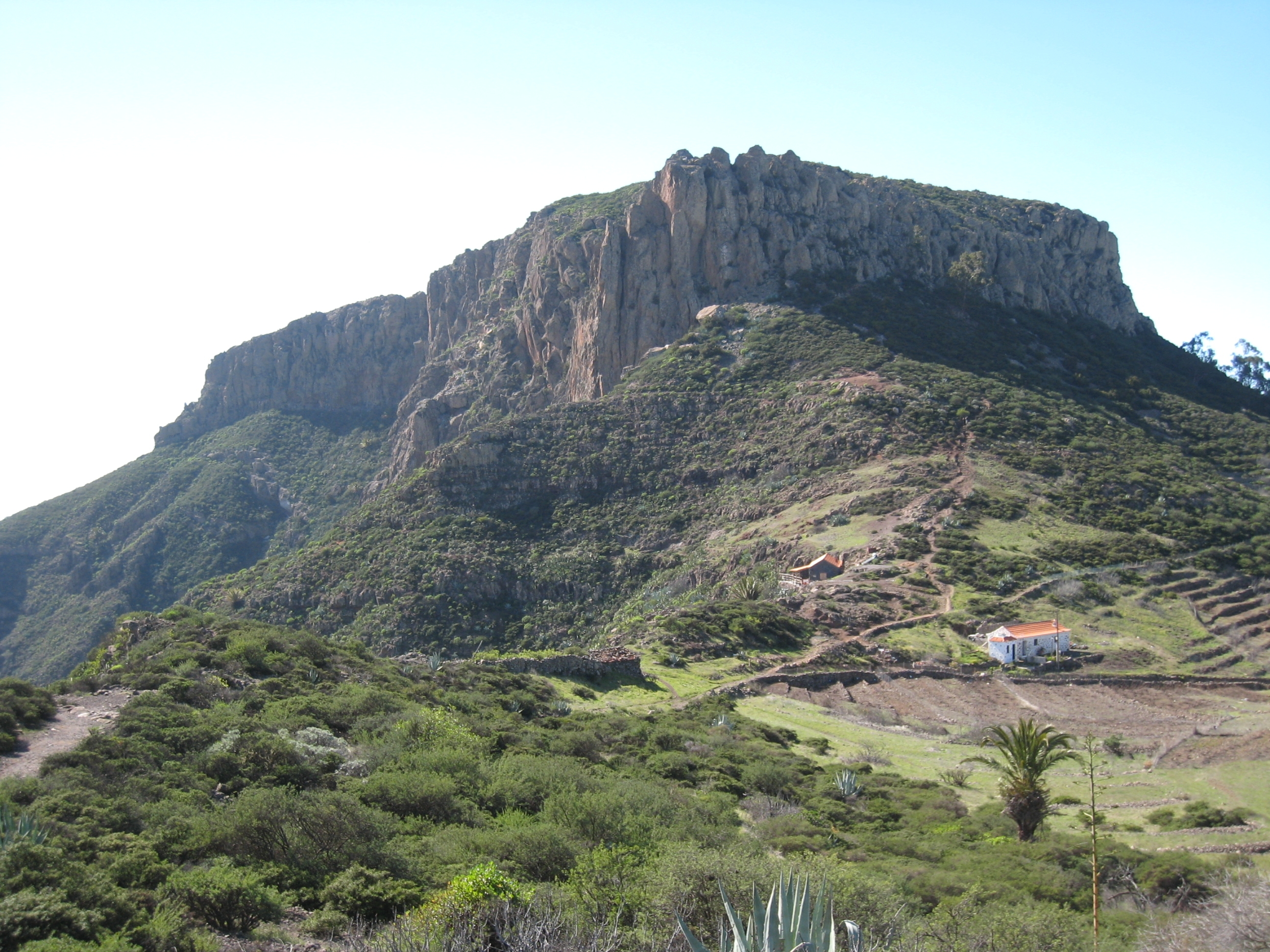
Panorámica de la Fortaleza.

El único acceso a ella es un estrecho y empinado paso que puede ser fácilmente bloqueado. Se han hallado numerosos yacimientos arqueológicos precoloniales en la cima. En 1874 Juan Bethencourt Alfonso estudió varias estructuras de piedra e interpretó la fortaleza como una "montaña sagrada", interpretación a la que se sumó René Verneau. En 1973 el Departamento de Arqueología de la Universidad de La Laguna realizó una excavación y estudio del yacimiento. Para Manuel Pellicer Catalán la mayoría de las construcciones eran meras cabañas pastoriles, interpretando la fortaleza como un asentamiento estacional. En 1994 Juan Francisco Navarro Mederos identifica tanto estructuras habitacionales (cabañas), como aras y otras construcciones dedicadas a rituales religiosos.